# 하치조노미야 도시히토 친왕

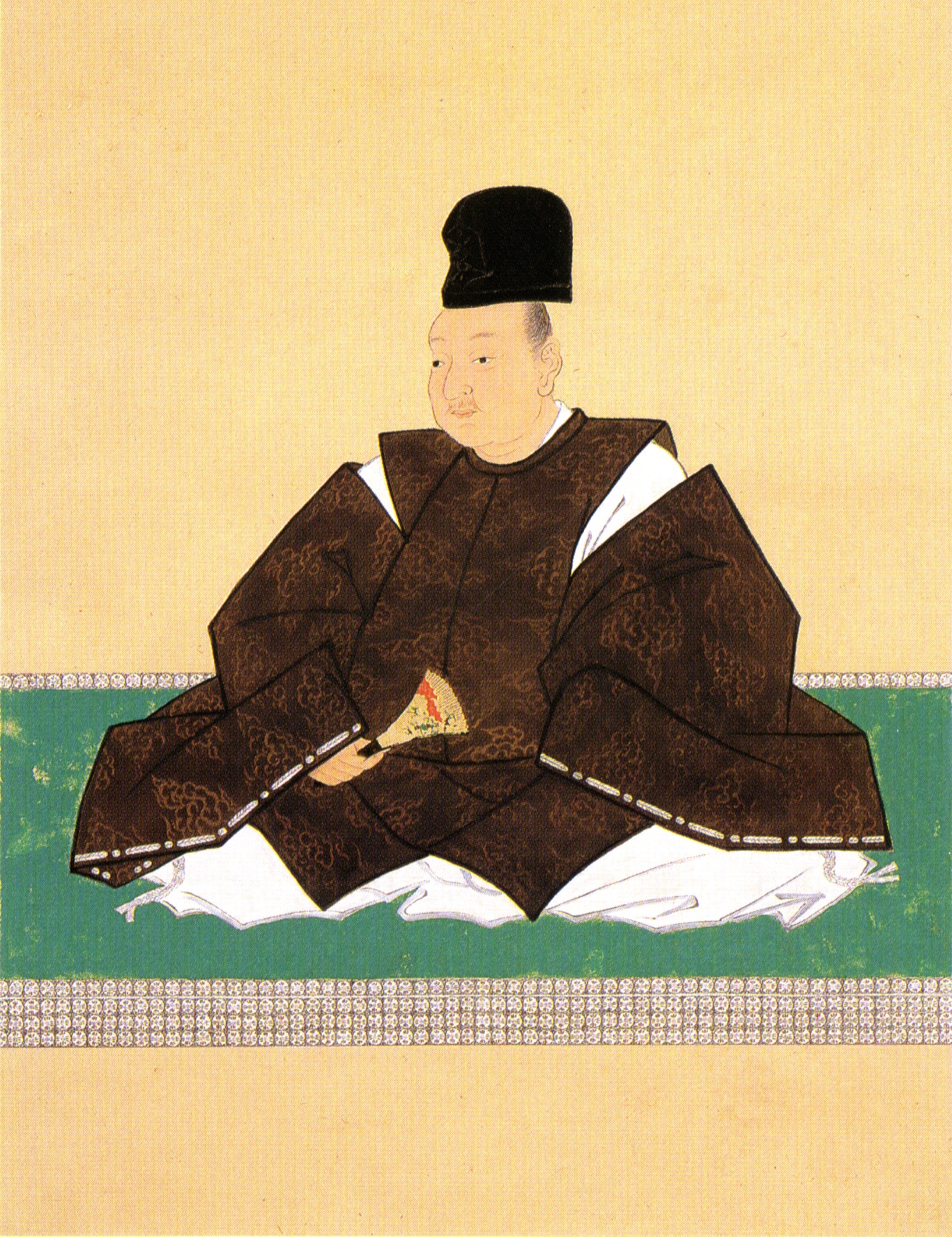
도시히토 친왕상

하치조노미야 도시히토 친왕(일본어: 八条宮智仁親王, 덴쇼 7년 음력 1월 8일(1579년 2월 3일) ~ 간에이 6년 음력 4월 7일(1629년 5월 29일))은 일본의 황족으로, 센고쿠 시대 말기에서 에도 시대 초기의 인물이다. 방계 미야케인 하치조노미야(후일의 가쓰라노미야)의 초대 당주이다. 오기마치 천황의 아들인 사네히토 친왕(誠仁親王)의 제6왕자로, 생모는 카쥬지 하루히데(勧修寺晴秀)의 누이인 하루코(勧修寺晴子)이다. 아명은 로쿠노미야(六宮)이며 흔히 하치조 황자(八条の皇子)라고 불렸다. 고요제이 천황의 동복 동생이다.
오다 노부나가가 사네히토 친왕의 제 5왕자를 유자(猶子)로 삼은 것을 모방하여, 이마데가와 하루스에(出川晴季)의 알선으로 1586년 도요토미 히데요시의 유자가 되었다. 1589년 히데요시에게 친자인 쓰루마루가 태어나자 같은 해 12월 히데요시의 도움을 받아 새 미야케인 하치조노미야를 창설하고 1591년 친왕 선하(親王宣下)를 받았다. 이후 가쓰라 마을에 별궁을 세웠는데 이것이 오늘날의 가쓰라 별궁으로, 이후 '하치조노미야' 대신 '가쓰라노미야(桂宮)'로 불리게 되었다.
세키가하라 전투 직후 형인 고요제이 천황이 아들인 카타히토 친왕(良仁親王) 대신 동생인 그에게 황위를 물려주고자 하였으나 그가 한때 히데요시의 유자였음을 의식한 도쿠가와 이에야스에 의해 저지되어 결국 천황이 되지 못하였다. 이후 고요제이 천황은 카타히토의 동생인 후일의 고미즈노오 천황에게 황위를 물려주었다.

## 같이 보기
- 세습친왕가
- 미야케
- 태상천황